# VA Bunko
VA Bunko (VA文庫 viết tắt của "Visual Art's Bunko" - "Bìa mềm Visual Art's") là một thương hiệu xuất bản của nhà sản xuất visual novel & eroge Visual Art's, thành lập vào năm 2008 ở Nhật Bản. Công ty chịu trách nhiệm xuất bản các chuyển thể light novel từ game của Visual Art's dưới dạng bìa mềm. Sách của VA Bunko sử dụng mã EAN-UCC, chỉ bán trong các cửa hàng máy tính trước khi được Paradigm phát hành với mã ISBN.

## Danh sách tác phẩm xuất bản
- Kanon (2008-2011, 6 tập): ấn bản chỉnh sửa từ phiên bản 1999 của Shimizu Mariko, do Paradigm xuất bản, để phù hợp với mọi lứa tuổi.
Hãng phát triển: Key
- planetarian ~Chiisana Hoshi no Yume~ (2008, ISBN 978-4-89490-622-8)
Hãng phát triển: Key)
- Meitantei Shikkaku na Kanojo (2009, ISBN 978-4-89490-621-1)
Hãng phát triển: issue
- ~NOSTALGIE~ (2010, ISBN 978-4-89490-629-7)
Hãng phát triển: SAGA PLANETS